# Antrenaç
Antrenaç (en francès Antrenas) és un municipi francès situat al departament del Losera i a la regió d'Occitània.